# Laura Madsens M.B.E. - kirkeindvielse
|  | Denne artikel er oprettet af botten PalnaBot ud fra en ekstern database. Den kan derfor have sproglige fejl eller mangler. Denne skabelon kan fjernes efter kontrol af indholdet. |

Laura Madsens M.B.E. - kirkeindvielse er en film med ukendt instruktør.

## Handling
Mission Afrika (tidligere Sudanmissionen), missionsfilm fra Nigeria: Ældre bil - Festivitas med fanfare-musik - Mødre med børn (måske efter dåb) - Store Piger (måske skoleelever) - Boys Brigade Missionær Frk. Laura Madsen får tildelt en engelsk orden (M.B.E) Konferenceformanden, missionær Engskov, modtager viceguvernøren. Denne hilser på pigespejderne og FDF, som paraderer foran missionærboligen. Viceguvernøren holder en tale på engelsk, som missionær Engskov oversætter til hausa-sproget, således at den forsamlede mængde kan følge med. Derefter selve overrækkelsen af ordenen. De forsamlede distriktshøvdinger sidder på stole til venstre i billedet. Afrikansk politi med røde bælter. Frk. Laura Madsen med ordenen på brystet. Missionens formand, pastor Tolsgaard, betragter ordenen. Kirkeindvielse. Missionens hovedkirke i Numan blev indviet søndag den 20. februar 1949. Man ser præsteprocessionen. Foran missionær Engskov sammen med regeringens repræsentant. Dernæst pastor Tolsgaard med pastor Hansen fra USA ved sin side.